# 金苏柏
金苏柏（King Soopers）是克羅格超級市場在美国洛磯山脈開設的一个超市連鎖店。总部位于美國科罗拉多州丹佛。
1947年，劳埃德·金（Lloyd J. King）和查尔斯·W·侯森（Charles W. Houchens）在科罗拉多州阿瓦達开设了金苏柏首店。1957年，金苏柏被狄龙斯收购。1983年，狄龙斯并入克羅格，金苏柏也成为克羅格的一部分。